# Pedro de Alvarado
Pedro de Alvarado y Contreras (født ca. 1485, død 4. juli 1541) var en spansk conquistador, der deltog i erobring af aztekerne i Mexico i 1519 og førte erobring af Maya i 1523. Blev kaldt "Tonatiuh" eller "Sol Gud" af aztekerne